# Dietmar Ertmann
Dietmar Ertmann (* 23. Februar 1950 in Ulm) ist ein promovierter Jurist und Vorstand des Vereins zum Aufbau und Betrieb der Vietnamesisch-Deutschen Universität (VGU). Er war Universitätskanzler in Mannheim (1990 bis 2000) und Karlsruhe (2000 bis 2008).

## Leben und Wirken
Nach dem Abitur in Ulm 1968 absolvierte er einen einjährigen Schulaufenthalt in den Vereinigten Staaten. Danach studierte er Rechtswissenschaften an den Universitäten in Genf, Würzburg und Freiburg. Nach den 1. und 2. Juristischen Staatsexamen wurde er Doktorand und Mitarbeiter am Max-Planck-Institut für internationales und ausländisches Strafrecht in Freiburg. Sechs Monate verbrachte er als DAAD-Stipendiat für Feldforschung in Lagos. Die Promotion zum Dr. jur. utr. erfolgte mit der Dissertation zum Thema Tötungsdelikte im Süden Nigerias 1979 in Freiburg und abschließend an der École nationale d’administration (ENA) in Paris 1985.
Von 1978 bis 1980 war er Dozent für Deutsches Recht an der Universität Warwick in Großbritannien und 1981 bis 1987 Justitiar der Universität Karlsruhe und Leiter der Hauptabteilung „Akademische Angelegenheiten“ sowie gleichzeitig Persönlicher Referent des Rektors und 1987 bis 1990 Leiter der Hauptabteilung IV, Personal und Haushalt.
Von 1990 bis 1997 war er Lehrbeauftragter für Arbeitsrecht an der Universität Louis Pasteur in Straßburg.
Im Jahr 1990 wurde Ertmann als Kanzler an die Universität Mannheim berufen, im Jahr 2000 wurde er Kanzler der Universität Karlsruhe, was er bis zum Jahr 2008 blieb. Seitdem ist Ertmann Vorstand des Vereins zur Gründung und den Betrieb der Vietnamesisch-Deutschen Universität in Karlsruhe sowie Vorstandsmitglied der Akademie für Wissenschaftliche Weiterbildung Karlsruhe (AWWK).
Ertmann ist verheiratet und lebt in Marxzell im Ortsteil Pfaffenrot.

## Mitgliedschaften
- Vorstand Zentrum für Wissenschaftsmanagement Speyer (bis 2015)
- Vorstand HUMANE (europäische Kanzlervereinigung (bis 2014))
- Arbeitskreis Fortbildung der deutschen Universitätskanzler (bis 2014)
- Freie Demokratische Partei[4]
- Gemeinderat der Gemeinde Marxzell (seit 2019)[4]

## Publikationen (Auswahl)
Bearbeitung der Artikel über
- Sudan (mit Huber, Barbara)
- Nigeria (mit Huber, Barbara u. Nagel, Götz)
- Rhodesien (mit Huber, Barbara) in Jescheck Löffler (Herausgeber), Quellen und Schriften des Strafrechts Beck Verlag 1978
- Die Behandlung der vorsätzlichen Tötungsdelikte im Süden Nigerias Hochschulverlag Freiburg 1980
- Homicide in Southern Nigeria Warwick Law Working Papers Vol. 4 Nr. 9, 1980
- Homicide in Southern Nigeria in Verfassung und Recht in Übersee Nomos Verlag, Baden-Baden, 1981, S. 269ff.
- Bearbeitung des Stichwortes „Kanzler einer Hochschule“ Eichhorn, Peter, Prof. Dr. (Herausgeber) in Verwaltungslexikon 2. Auflage Nomos Verlag, Baden-Baden 1991
- Leistungsbewertung von Universitäten in Wirtschaftswissenschaftliches Studium WIST, 1994, S. 321
- Professorentätigkeit im Visier der Öffentlichkeit in Wirtschaftswissenschaftliches Studium WIST, 1996, S. 96
- E-Publishing und Open Access In Zeitschrift für Urheber- und Medienrecht 2004 (zusammen mit Pflüger)
- Deutsches Hochschulmodell für Vietnam. Zum Aufbau der Vietnamesisch-Deutschen Universität als Reformhochschule Vietnams (mit Wolf Rieck) Wissenschaftsmanagement 16/3, 2010, S. 4